# Oblast Vinnytsja
De oblast Vinnytsja (Oekraïens: Вінницька область, Vinnyts’ka oblast’) is een oblast in het westelijk deel van Oekraïne. De hoofdstad is Vinnytsja en de oblast heeft 1.560.394 inwoners (2019).

## Geografie
De rivier de Dnestr vormt voor het grootste deel in het zuiden de grens met het buurland Moldavië. Alleen de noordelijkste punt van Transnistrië grenst direct aan de oblast.
Centraal door de oblast stroomt van noordwest naar zuidoost de rivier de Zuidelijke Boeg. Andere belangrijke rivieren zijn de Moerafa en de Sob.
De oblast ligt op de grens van twee plateaus; het Wolynisch-Podolisch Plateau in het westen en het Dnjeprhoogland in het noordoosten.

## Geschiedenis
De oblast behoort samen met een zuidelijk deel van de oblast Chmelnytsky en een klein deel van het noordoosten van Moldavië tot de historische regio Podolië.